# Guzki, Piski
Guzki [ˈɡuskʲi] (tiếng Đức: Gusken) là một ngôi làng thuộc khu hành chính của Gmina Biała Piska, thuộc huyện Piski, Warmińsko-Mazurskie, ở miền bắc Ba Lan. Nó nằm khoảng 13 kilômét (8 mi) phía tây nam Biała Piska, 14 km (9 mi) về phía đông nam Pisz và 100 km (62 mi)     về phía đông của thủ đô khu vực Olsztyn.
Trước năm 1945, khu vực này là một phần của Đức (Đông Phổ).
Làng có dân số 100 người.